# Banco de Rere
El Banco de Rere fue una institución financiera chilena ubicada en la localidad homónima, creado a fines del siglo XIX en medio del periodo de bonanza económica vivido en la zona del Bío-Bío, siendo a la vez una de las localidades más pequeñas del país que contó con su propio banco.

## Historia

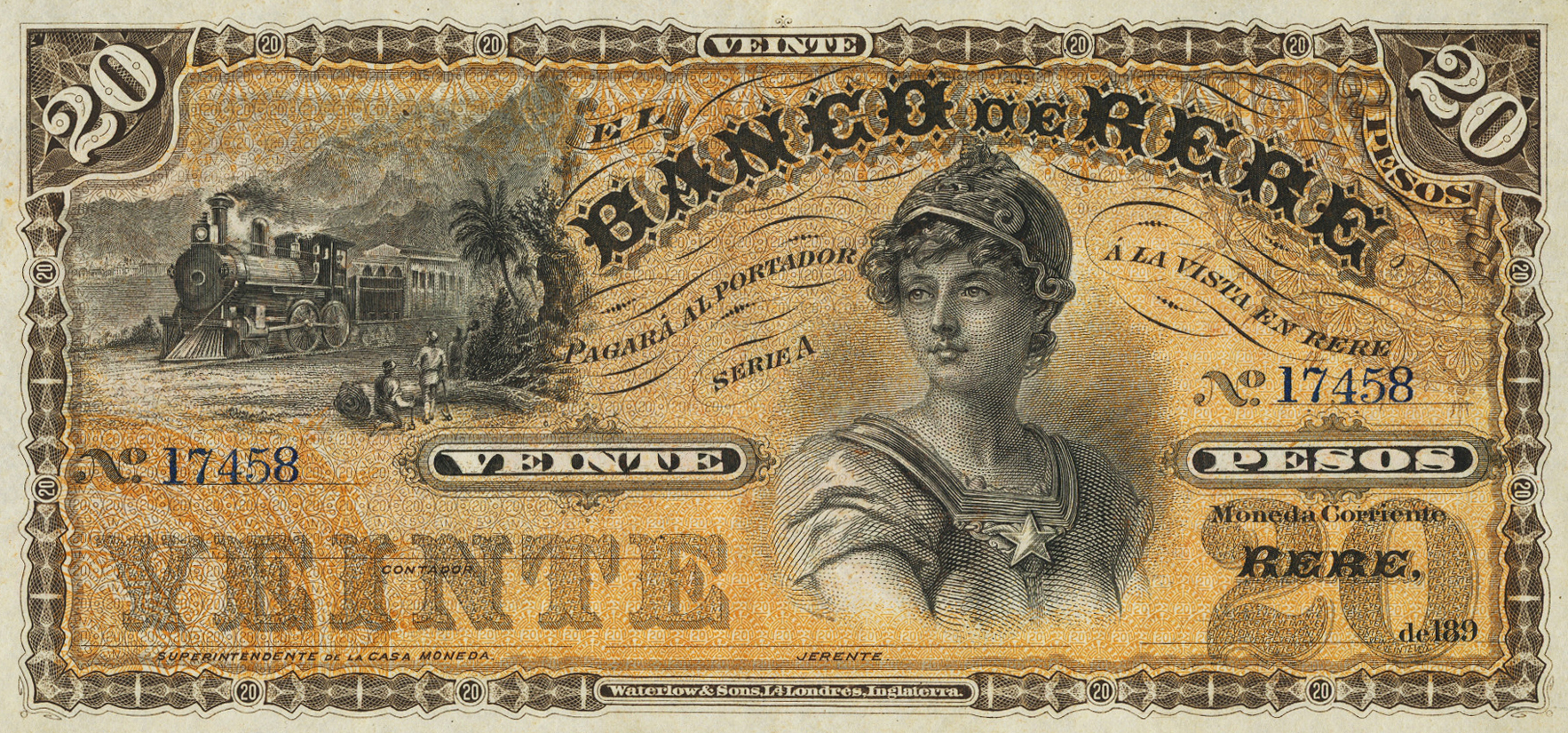
Billete de 20 pesos del banco.

El banco fue fundado en Rere (entonces denominada Villa San Luis Gonzaga) el 15 de enero de 1889, mientras que sus estatutos fueron aprobados el 31 de marzo y se fijó el 20 de julio del mismo año como fecha de inicio de operaciones. Varios de los propietarios del banco hicieron fortuna con minas de oro y explotación agrícola en la zona, en su mayoría originarios de la localidad y sus alrededores, siendo José María Moreno el presidente de la institución.
Los principales socios fundadores, en términos de acciones adquiridas, fueron Juan José Martínez y Luna, así como José María Moreno y Tejeda, ambos agricultores de Rere; Juan Iglesias y Rojas, agricultor del departamento de Rere; Hermenegildo Sanhueza y Díaz y Bartolo Barra y Gutiérrez, comerciantes también de Rere; y Carmen Daroch, comerciante autorizada por su esposo, Pablo José de la Jara y Gallardo, según la escritura otorgada.
El banco encargó la impresión de sus propios billetes de 10 y 20 pesos a la firma inglesa Waterlow and Sons de Londres, en los cuales aparecían figuras femeninas (como por ejemplo Minerva en el billete de 10 pesos) y actividades productivas de la zona (agricultores con bueyes en el billete de 10 pesos, y una locomotora en el de 20 pesos). Algunas fuentes señalan la desaparición del banco antes que los billetes llegaran a Chile, mientras que otras señalan que los billetes no salieron a circulación debido a cambios en la legislación chilena que prohibía la circulación de billetes por parte de bancos privados.
Uno de los últimos registros existentes sobre el banco consta en un decreto del 21 de marzo de 1895 en el cual se fijaba el máximo para su emisión de billetes. Dicho máximo ya había sido modificado en diversas ocasiones anteriores entre 1893 y 1895. El último balance del que se tiene registro del Banco de Rere es de diciembre de 1897.